# Rischi derivanti da interferenze
I rischi derivanti da interferenze, nella disciplina della sicurezza sul lavoro, sono i rischi per la salute e l'integrità fisica dei lavoratori derivanti dall'intervento di una ditta esterna nell'unità produttiva, dovuti al contatto possibile con macchinari, sostanze ed altre fonti di pericolo o dal concomitante operare delle maestranze.
Generalmente, tali condizioni di rischio si verificano durante gli interventi estemporanei di manutenzione a macchinari, impianti o infrastrutture varie, in occasione dei quali gli addetti delle  ditte appaltatrici vengono a contatto con i rischi aziendali propri dell'unità produttiva nella quale sono chiamati ad operare.
Allo scopo di valutare ed eliminare tali pericoli per i lavoratori, l'art. 26 del D.Lgs. 81/2008 stabilisce che l'azienda committente è tenuta contattare la ditta scelta per l'intervento, allo scopo di concordare e compilare un documento per la pianificazione dei rischi da interferenza, meglio conosciuto come DUVRI.